# 施家嘴站
施家嘴站是位于中华人民共和国云南省昆明市宜良县汤池街道施家嘴的一个铁路车站，建于1997年，隶属中国铁路昆明局集团管辖，西距昆明站47公里，东距威舍站261公里，南宁站781公里。该站仅办理昆明与红果站间普慢列车的旅客乘降。

## 历史
- 建于1997年。